# Nieuwstad (Delfzijl)
Nieuwstad is een gehucht in het noorden van de gemeente  Eemsdelta in de Nederlandse provincie Groningen. Het ligt aan de zeedijk (Vierbuurster Dijk) ten noordoosten van het dorp Spijk en oosten van het gehucht Vierhuizen, aan zuidzijde van de Spijksterriet.
Het gehucht bestaat uit een paar huizen en boerderijen. Van 1936 tot rond 1972 lag er de vuilstort van de gemeente Bierum. Op het terrein ernaast vestigden zich vervolgens vanaf begin jaren 1970 wildkampeerders. Lange tijd werd dit gedoogd, totdat de situatie uiteindelijk werd gelegaliseerd. In 2002 werd de camping echter gesloten vanwege de disproportioneel hoge bodemsaneringskosten en herinrichtingskosten (ongeveer 1,5 miljoen) die nodig waren om aan de zuiveringseisen voor rioolwater van de kleine camping te voldoen. In 2009 werd de zeedijk bij Nieuwstad versterkt.
Groningen: Steden en dorpen      Nederland: Provincies · Gemeenten